# Карликс
Карликс (фр. Carlux) насеље је и општина у југозападној Француској у региону Аквитанија, у департману Дордоња која припада префектури Сарла ла Канеда.
По подацима из 2011. године у општини је живело 643 становника, а густина насељености је износила 48,31 становника/km². Општина се простире на површини од 13,31 km². Налази се на средњој надморској висини од 187 метара (максималној 254 m, а минималној 78 m).

## Демографија
| 1962. | 1968. | 1975. | 1982. | 1990. | 1999. | 2011. |
| ----- | ----- | ----- | ----- | ----- | ----- | ----- |
| 535   | 549   | 514   | 565   | 594   | 624   | 643   |